# 新日本製鐵グループ
新日本製鐵グループ（しんにっぽんせいてつグループ）は、かつて存在した大手鉄鋼メーカー・新日本製鐵（現・日本製鉄）を中心とした企業グループである。新日本製鐵の略称である新日鉄を採って新日鉄グループ（しんにってつグループ）とも称す。事業持株会社である新日鉄と、その傘下の子会社・関連会社約300社で構成されていた。新日本製鐵と住友金属との合併により、双方のグループに属していた企業で同種のものの合併が行われたり、新日鉄住金、日本製鉄への商号変更に伴うグループ会社の商号変更も行われた。ここでは合併直前の状態について記述し、現在のグループについては日本製鉄グループを参照されたい。

## 概要
新日本製鐵グループ（以下、新日鉄グループ）が行う事業は、「製鉄」・「エンジニアリング」・「都市開発」・「化学」・「新素材」・「システムソリューション」の6つのセグメントに分類されている。新日鉄グループの売上高の大部分を占める中核事業は製鉄事業であり、その中心企業が新日本製鐵（以下、新日鉄）である。エンジニアリング事業は新日鉄エンジニアリング、都市開発事業は新日鉄興和不動産、化学事業は新日鐵化学、新素材事業は新日鉄マテリアルズ、システムソリューション事業は新日鉄ソリューションズがそれぞれ事業の中心となる企業であるが、5社いずれも新日鉄の子会社である。
鉄鋼メーカー（高炉メーカー）の新日鉄を中心とする企業グループだが、グループ企業の事業は多岐にわたる。例えば上記5社は順に、建設業者・不動産業者（デベロッパー）・化学メーカー・素材メーカー・システムインテグレーターである。その他にも、鉄鋼メーカー（電気炉メーカー・特殊鋼メーカー・二次製品メーカー・鋳鍛鋼メーカーなど）や素材メーカー（セメント・セラミックなど）、商社、物流業者、電力会社などがグループに属する。グループ企業の所在地は日本が多いが、製造業者を中心に中華人民共和国やタイ、ブラジルなどにもある。ブラジルのウジミナス製鉄所も関連会社としている。
2000年代に入って新日鉄は住友金属工業（住友金属）・神戸製鋼所と業務提携し、提携の一環として事業統合や関係会社の統合が行われた例がある（新日鐵住金ステンレスや日鉄住金鋼板など）。2012年には新日鉄と住友金属工業が経営統合し、新日鐵住金が発足。それに伴い、グループ名称も新日鐵住金グループとなり、更に2019年4月1日、新日鐵住金が日本製鉄へ商号変更したことに伴い、現在では日本製鉄グループとなっている。

## グループ企業一覧
2010年3月31日現在、新日鉄グループは新日鉄とその連結子会社255社および持分法適用関連会社73社で構成されている。Category:新日本製鐵グループもあわせて参照のこと。

### 親会社
- 新日本製鐵株式會社（新日鉄） - 1970年に八幡製鐵と富士製鐵が合併して発足した鉄鋼メーカー。「製鉄事業」の中核企業。東京（東証1部）・大阪（大証1部）・名古屋（名証1部）・札幌（札証）・福岡（福証）の各証券取引所に株式を上場している。

### 主な連結子会社

#### 製鉄事業
いずれも新日鉄が出資、あるいは新日鉄が出資する企業が出資している。
- 高炉・電気炉・特殊鋼メーカー
  - 大阪製鐵株式会社 - 電気炉メーカー。東証1部・大証1部上場。
  - 王子製鉄株式会社 - 電気炉メーカー。2007年より新日鉄グループに参加（以前は大同特殊鋼の系列に帰属）。
  - 新日鐵住金ステンレス株式会社 - ステンレス鋼メーカー。新日鉄と住友金属のステンレス鋼部門を統合して2003年に発足。
  - 北海製鉄株式会社 - 新日鉄室蘭製鐵所の高炉およびコークス炉を保有する。1992年設立。
- 鋼材加工メーカー
  - 日鉄住金鋼板株式会社 - 表面処理鋼板メーカー。住友金属グループと事業統合して2006年に発足。
  - 日鉄建材株式会社 - 建築・土木分野向け鋼材メーカー。住友金属グループと事業統合して2006年に発足。
  - 日鉄鋼管株式会社 - 鋼管メーカー。
  - 鈴木金属工業株式会社 - 鋼線メーカー。2009年より新日鉄の子会社となっている。東証2部上場。
  - 日鐵住金溶接工業株式会社 - 溶接材料メーカー。新日鉄グループと住友金属グループの溶接事業を統合して2002年に発足した。
  - 日鐵ドラム株式会社 - ドラム缶メーカー。
- 運輸業者
  - 日鐵物流株式会社 - 海運業者（内航海運業・外航海運業）。
  - 日鐵運輸株式会社 - 製鉄所内の構内物流や、港湾運送業などを行う。
- セメントメーカー
  - 新日鐵高炉セメント株式会社 - 新日鉄八幡製鐵所を拠点とする高炉セメントメーカー。
  - 日鐵セメント株式会社 - 新日鉄室蘭製鐵所を拠点とする高炉セメントメーカー。住友大阪セメントも出資している[1]。
- 設備整備関連
  - 日鉄エレックス株式会社 - 電気設備・計装設備などの設計・整備などを行う。
- 発電事業者
  - 戸畑共同火力株式会社 - 新日鉄八幡製鐵所向け電力を供給。九州電力も出資。
  - 君津共同火力株式会社 - 新日鉄君津製鐵所向け電力を供給。東京電力も出資。
  - 大分共同火力株式会社 - 新日鉄大分製鐵所向け電力を供給。九州電力も出資。
- 海外企業
  - サイアム・ユナイテッド・スチール (The Siam United Steel(1995) Co., Ltd.) - タイにおいて冷延鋼板を製造。
  - サイアム・ニッポンスチール・パイプ (Siam Nippon Steel Pipe Co., Ltd.) - タイにおいて鋼管を製造。
  - ニッポン・スチール・ユー・エス・エイ (Nippon Steel U.S.A., Inc.) - アメリカにおける事業を担当。
  - ニッポン・スチール・オーストラリア (Nippon Steel Australia Pty. Limited) - オーストラリアにおける事業を担当。
- その他
  - 日本ウジミナス株式会社 - ウジミナスへの出資会社。株式を約50%取得し2006年より連結子会社化。
  - 株式会社ブレイザーズスポーツクラブ - バレーボールチーム「堺ブレイザーズ」の運営母体。新日鉄堺バレーボール部のクラブチーム移行によるCI導入に伴い分社化して新設。

#### エンジニアリング事業
- 日鉄エンジニアリング株式会社 - 製鉄プラント・鉄骨構造物の建設などを担当。エンジニアリング部門の中心企業。
- 日鉄トピーブリッジ株式会社 - 新日鉄エンジニアリング傘下。橋梁部門を担当。

#### 都市開発事業
- 新日鉄興和不動産株式会社 - 不動産業者（デベロッパー）。都市開発部門の中心企業。

#### 化学事業
- 新日鐵化学株式会社 - 化学メーカー。化学事業の中心企業。

#### 新素材事業
- 新日鉄マテリアルズ株式会社 - 金属・セラミックなどの素材メーカー。新素材事業の中心企業。

#### システムソリューション事業
- 新日鉄ソリューションズ株式会社 - システムインテグレーター。システムソリューション事業の中心企業。東証1部上場。

### 主な持分法適用関連会社

#### 製鉄事業
- 電気炉・特殊鋼・鋳鍛鋼メーカー・鋼材加工メーカー
  - 合同製鐵株式会社 - 電気炉メーカー。東証1部上場。新日鉄が約15%出資。
  - トピー工業株式会社 - 電気炉メーカー。東証1部・大証1部・名証1部上場。約20%出資。
  - 山陽特殊製鋼株式会社 - 特殊鋼メーカー。東証1部上場。約15%出資。
  - 日本鋳鍛鋼株式会社 - 鋳鍛鋼メーカー。約40%出資。
  - 日亜鋼業株式会社 - 線材加工メーカー。東証1部上場。約25%出資。[2]
  - 三晃金属工業株式会社 - 屋根材メーカー。東証1部・大証1部上場。約15%出資。
  - 株式会社サンユウ - 磨き棒鋼・線材メーカー。約35%出資。
  - 日本電工株式会社 - フェロアロイメーカー。東証1部上場。約15%出資で筆頭株主。
- その他の製品のメーカー
  - 日本コークス工業株式会社 - コークスメーカー。東証1部上場。約20%出資。
  - 黒崎播磨株式会社 - 耐火物メーカー。東証1部・福証上場。約45%出資。旧黒崎窯業と旧播磨耐火煉瓦（のちハリマセラミック）の合併により現社名となる。
  - ジオスター株式会社 - コンクリート製品メーカー。東証2部上場。約35%出資。もとは北陸発祥の準大手ゼネコン・熊谷組との合弁（現在も両社共に支配株主）。
- 運輸業者
  - NSユナイテッド海運株式会社 - 海運業者。約35%出資。[3]
- 建設業者
  - 太平工業株式会社 - 約40%出資。東証1部上場。
- 商社
  - 日鐵商事株式会社 - 鉄鋼商社。東証2部上場。約35%出資。三井物産も支配株主として資本業務提携。
- 海外企業
  - ウジミナス (Usinas Siderurgicas de Minas Gerais S.A.) - ブラジルの高炉メーカー。日本ウジミナスが大株主で、同社への出資比率引き上げにより2006年関連会社化。
  - ウニガル (UNIGAL Ltda) - ブラジルにおいて自動車用めっき鋼板を製造。ウジミナスとの合弁。
  - 宝鋼新日鐵自動車鋼板有限公司 - 中華人民共和国上海市において自動車用鋼板（冷延鋼板・表面処理鋼板）を製造。宝山鋼鉄とアルセロール・ミッタルとの合弁。
  - 広州太平洋馬口鉄有限公司 - 中国広州市においてブリキを製造。

## かつてのグループ企業
かつてのグループ企業のうち、主要なものを挙げる。八幡製鐵#関係会社・富士製鐵#関係会社も参照のこと。なお、新日鉄への合併やグループ間の合併で消滅した企業は除いた。
- 日鉄セミコンダクター株式会社 - 電子部品DRAMメーカー。元々はミネベア (NMB) 傘下の株式会社エヌ・エム・ビー セミコンダクターだが1993年に買収しこの社名とした。1998年に台湾のUMCに株式を売却。現・ユー・エム・シー・ジャパン。
- ニッテツ電子株式会社 - シリコンウェハーメーカー。1985年設立、2000年にドイツのワッカー・ケミー (Wacker Chemie AG) グループとの共同出資としワッカー・エヌエスシーイー株式会社に社名変更したが、2003年にワッカー・ケミー傘下のシルトロニック (Siltronic AG) に全株式を売却した。現・シルトロニック・ジャパン。
- 株式会社スペースワールド - テーマパーク「スペースワールド」の運営会社。41%を出資する子会社であったが倒産、加森観光の傘下に移行した。
- 株式会社スピナ - 八幡製鐵時代に設立。2006年から2009年にかけて西日本鉄道に株式を売却。
- 九州石油株式会社 - 関連会社で、1960年設立。石油元売であったが、2008年に新日本石油に完全買収の上で吸収合併された。
- 大和製罐株式会社 - 缶メーカー。傘下に日本デキシー・新日本工機（元新日鉄系列）を持つ。
- 新日本工機株式会社 - 工作・産業用機械、および鉄工関連のメーカー。元関連会社で、1898年創業。一時期は同社が支配株主として長らく大口株主に名を連ねていたが保有株式を関連会社・大和製罐（前述）へ全株式譲渡、現物出資としては資本撤退。

## グループ企業ではない出資企業
グループ企業ではない出資先のうち、主なものを挙げる。なお、このうち社名の後ろに※（米印）の付く企業は元系列企業。
- 日新製鋼株式会社 - 高炉メーカー。約9%出資で筆頭株主。新日鉄とは、ステンレス鋼板(日本鐵板)や(三晃金属工業)で提携。
- 住友金属工業株式会社 - 高炉メーカー。約9%出資。新日鉄とは、2012年10月に合併。
- 株式会社神戸製鋼所 - 高炉メーカー。約3%出資。
- 株式会社中山製鋼所 - 電気炉メーカー。約10%出資で筆頭株主。
- 中部鋼鈑株式会社 - 電気炉メーカー。約5%出資。
- 大同特殊鋼株式会社 - 特殊鋼メーカー。約10%出資で筆頭株主。
- 愛知製鋼株式会社 - トヨタ系の特殊鋼メーカー。約8%出資。
- 東京製綱株式会社 - 鋼線メーカー。約7%出資で筆頭株主。
- 東邦チタニウム株式会社 - JX（旧新日鉱）系のチタンメーカー。約5%出資。
- 古川スカイ - 古河電工系のアルミニウム製品メーカー。約8%出資。
- 株式会社不動テトラ※ - 建設業者。約13%出資で筆頭株主。
- 日鉄鉱業株式会社※ - 鉱業業者。約15%出資で筆頭株主。
- 山九株式会社 - 陸運業者。約4%出資。
- RKB毎日放送株式会社 - 民間放送業者。約3%出資。
- 株式會社ポスコ（POSCO） - 大韓民国の高炉メーカー（元国営企業）で、かつての社名が浦項総合製鐵株式會社。約3.3%出資。
- 北九州高速鉄道株式会社 - 北九州モノレール運営。約6%出資していたが、その後減資により資本関係を解消。

## 追補
1. ↑  当初は子会社ではなく両社合弁により関連会社扱いとしていたが、後に資本見直しに伴い住友大阪セメントが一部株式を売却して支配株主の地位を返上、正式に連結対象扱いとなった。
2. ↑  三菱グループとの合弁事業、第2位の大株主・三菱重工業も支配株主として2割強取得している。
3. ↑  旧日鉄発祥の準大手海運会社・新和海運が近年まで系列だった同業中堅の日鉄海運を合併。